# Zygia longifolia

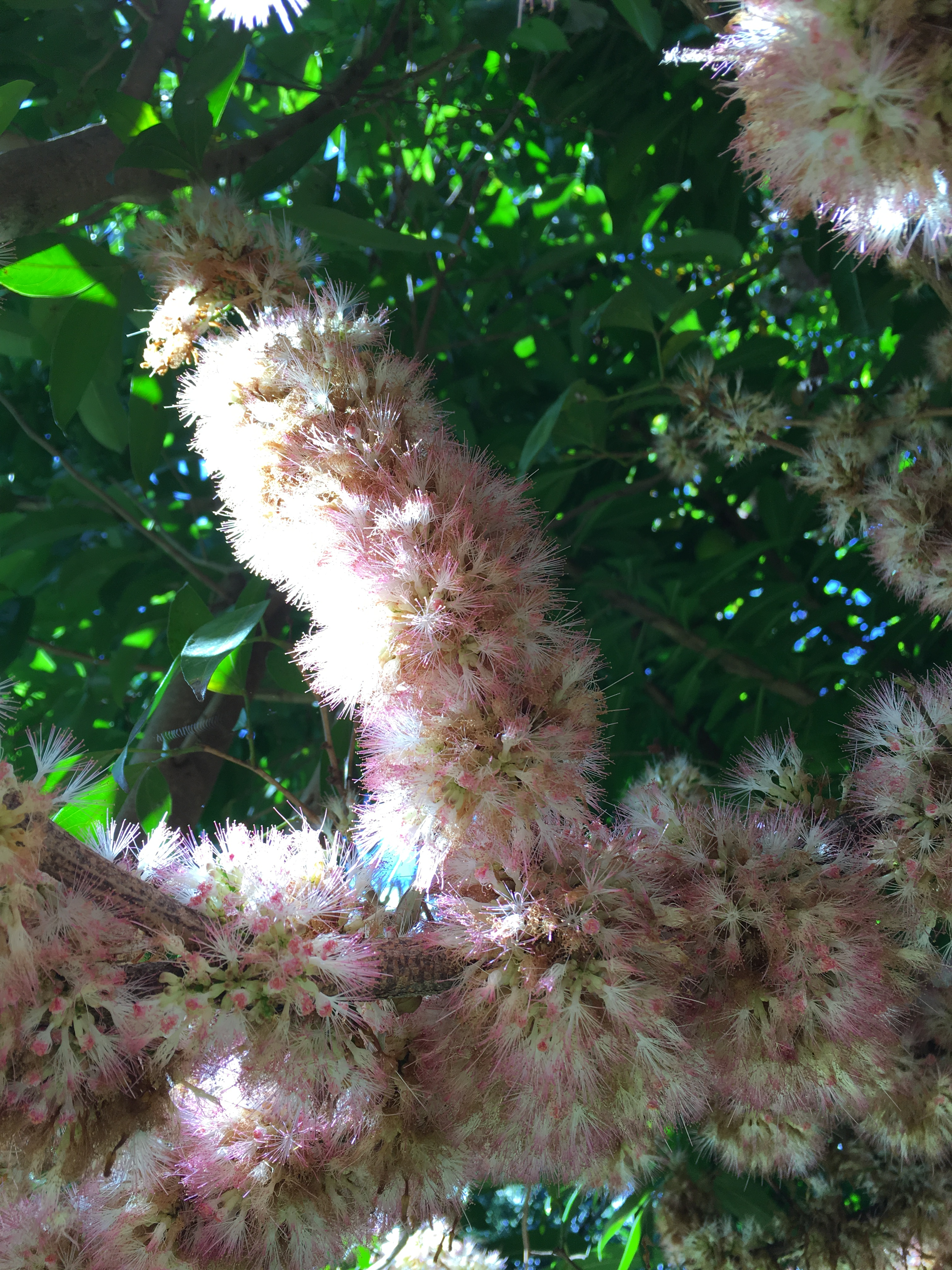
Inflorescencias

Zygia longifolia, también conocido como barbasquillo, chipero, guabito de río, pichindé, suribio o sotacaballo, es una especie de plantas fanerógamas perteneciente a la familia de las leguminosas (Fabaceae). Es originario de Centroamérica.

## Descripción
Son árboles, que alcanzan un tamaño de hasta 5–15 m de alto; las ramas y tallos glabros. Las hojas hasta 15 cm de largo, pinnas (1.5) 2.5–4.5 cm de largo, glabras; folíolos 2–3 (–5) por pinna, angostamente elípticos, (4–) 7–10 (–12) cm de largo y 1.5–3.5 (4) cm de ancho, ápice y base agudos, glabros, nervadura eucamptódroma, nervio principal central; pecíolos hasta 5 mm de largo, glabros, con una glándula circular de 1.5 mm de diámetro entre el par de pinnas, estípulas triangulares, 2 mm de largo, estriadas, fugaces. Inflorescencias en fascículos de 2–4 espigas caulifloras, pedúnculos poco desarrollados o hasta 5 mm de largo, glabros, espigas laxas hasta 4 cm de largo, bráctea floral triangular, 1.5 mm de largo, estriada, glabra, flores blanquecinas o rosadas especialmente hacia el ápice; cáliz tubular, 1–1.5 mm de largo, 5-lobado, casi truncado, glabro; corola tubular, 5 mm de largo, 4 o 5-lobada en 1/4 de su longitud, estriada; tubo estaminal exerto, 8–8.5 mm de largo; ovario 1.5 mm de largo, glabro, sésil; nectario intrastaminal ca 0.4 mm de largo. Fruto plano, hasta 28 (–32) cm de largo y 2 cm de ancho, curvo o ligeramente enrollado, dehiscente, las valvas cartáceas, glabras, café obscuras, márgenes no constrictos, rara vez sinuados, algunas veces con estípite hasta 5 mm de largo; semillas 15–16 (–17), ampliamente elípticas, 14 mm de largo, 12 mm de ancho y 4 mm de grueso.cr

## Distribución y hábitat
Es una especie común, en bosques hidrófitos y de galería, en las zonas atlántica y pacífica; a una altitud de 10–600 m; encontrándose ampliamente distribuida desde el sureste de México a Sudamérica (Amazonia).

## Taxonomía
Zygia longifolia fue descrita originalmente por Carl Ludwig Willdenow bajo el género Inga, y luego atribuida a Zygia por Nathaniel Lord Britton y Joseph Nelson Rose, y publicado en North American Flora 23(1): 40. 1928.
Sinonimia
- Feuilleea longifolia (Willd.) Kuntze
- Inga falciformis DC.
- Inga longifolia Willd.	basónimo
- Inga vahliana DC.
- Mimosa ligustrina Vahl
- Pithecellobium glomeratum var. spicatum Seem.
- Pithecellobium ligustrinum (Vahl) Benth.
- Pithecellobium longifolium (Willd.) Standl.
- Pithecellobium vahlianum (DC.) Benth.
- Pithecolobium longifolium (Willd.) Standl.[2]